# Colony 5
Colony 5 — шведская futurepop/synthpop/EBM группа, основанная в марте 1999 года. Музыкальный стиль менялся вместе с участниками группы и музыка в итоге стала более плотной, насыщенной. Группа объездила в турне Европу — Данию, Россию, Германию, Бельгию, Голландию, Швейцарию, Польшу, Норвегию, Эстонию, а также Соединённые Штаты и Мексику .
Название группы произошло от места, упомянутого во второй серии телесериала Star Trek.
В декабре 2007 года Colony 5 выпустили первый сингл из альбома Buried Again, а чуть позже и сам альбом.
С начала 2009 года группа работала над новым альбомом. Некоторое время периодом выхода предполагался 2011 год, но на начало 2012 года говорилось уже о неопределённом времени релиза, ещё так и не выпущенного к тому моменту альбома.

## Участники группы
- P-O Svensson (1999 —)
- Magnus Löfdahl (1999—2001)
- Johan Nilsson (2001 — 2003)
- Magnus Kalnins (2002 —)

## Дискография

### Синглы
- Colony 5 (2002)
- Follow Your Heart (2002)
- Black (2003)
- Fate (2004)
- Plastic World (2005)
- Knives (2007)

### Альбомы
- Colony 5 (2001)
- Lifeline (2002)
- Structures (2003)
- Colonisation (2004)
- Fixed (2005)
- Buried Again (2008)